# Kőszárhegy
Kőszárhegy là một thị trấn thuộc hạt Fejér, Hungary. Thị trấn này có diện tích 5,9 km², dân số năm 2010 là 1630 người, mật độ 276 người/km².